# Jardim Oceânico
Jardim Oceânico és un barri de Barra da Tijuca, barri residencial de la Zona Oest de Rio de Janeiro. Situat a l'extrem est de Barra da Tijuca, és delimitat per la mar entre els llocs 1 i 4 de la platja de Barra i per la llacuna, del pont que duu a Itanhangá a la nova estació de BRT. El pla del Jardim Oceânico, així com el del Recreio dos Bandeirantes, només permet edificis baixos amb poques excepcions. Les seues vies principals són l'avinguda Armant Lombardi, la del Ministre Ivan Lins, la d'Olegário Maciel, la de Sernambetiba i la del Pepê.
És la part de Barra da Tijuca que més se sembla a la Zona Sud de Rio pel que fa al patró d'urbanització, amb el pla Lúcio Costa respectant les característiques dels extrems de la regió (Jardim Oceânico i Recreio dos Bandeirantes), que són projectes urbanístics anteriors al de Barra, que és essencialment modernista. Hi viuen aproximadament 30.000 habitants, i 15.000 edificis i cases.
Jardim Oceânico feu obres per a la primera estació de metro de Barra da Tijuca, com a part de la línia 4 del metro de Rio de Janeiro. Una expansió del corredor de BRT TransOest també hi està prevista. La previsió és que les sis parades de la Línia 4 entrin en operació simultàniament.

## Galeria d'imatges

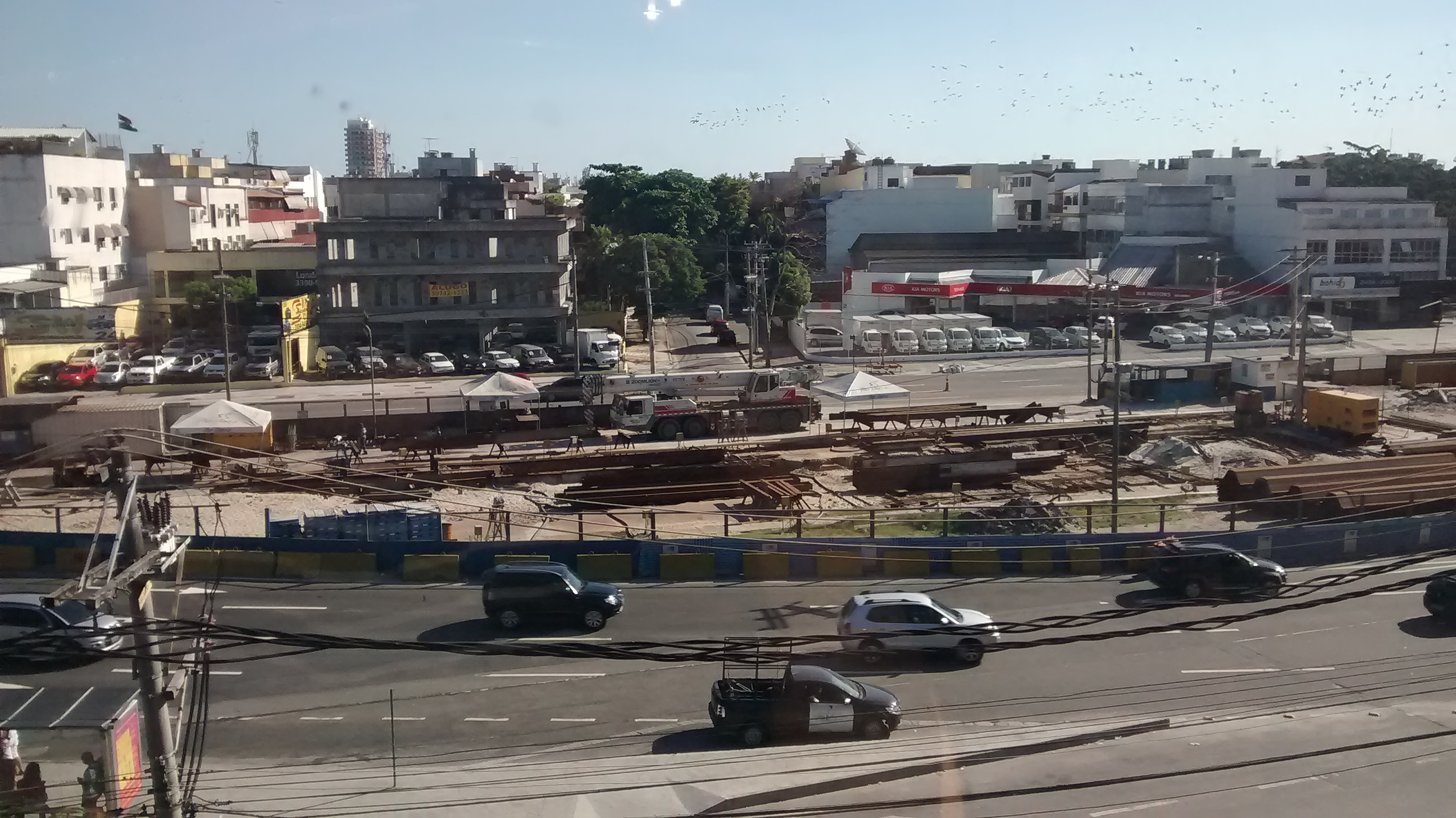
Jardim Oceânico en obres per a la implantació de la primera estació del metro a Barra. Foto d'André Luiz Pereira Nunes
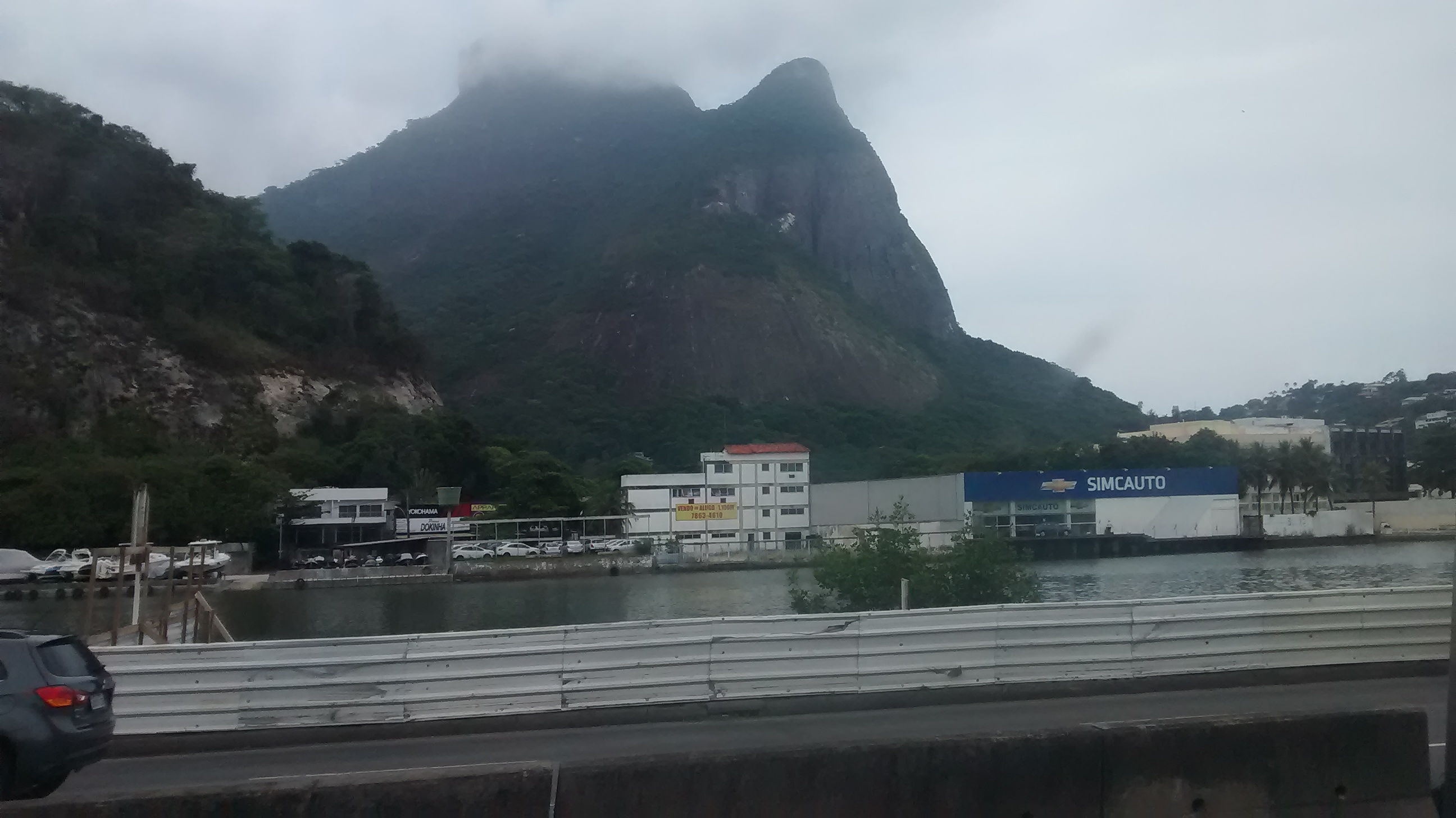
Jardim Oceânico. Foto d'André Luiz Pereira Nunes
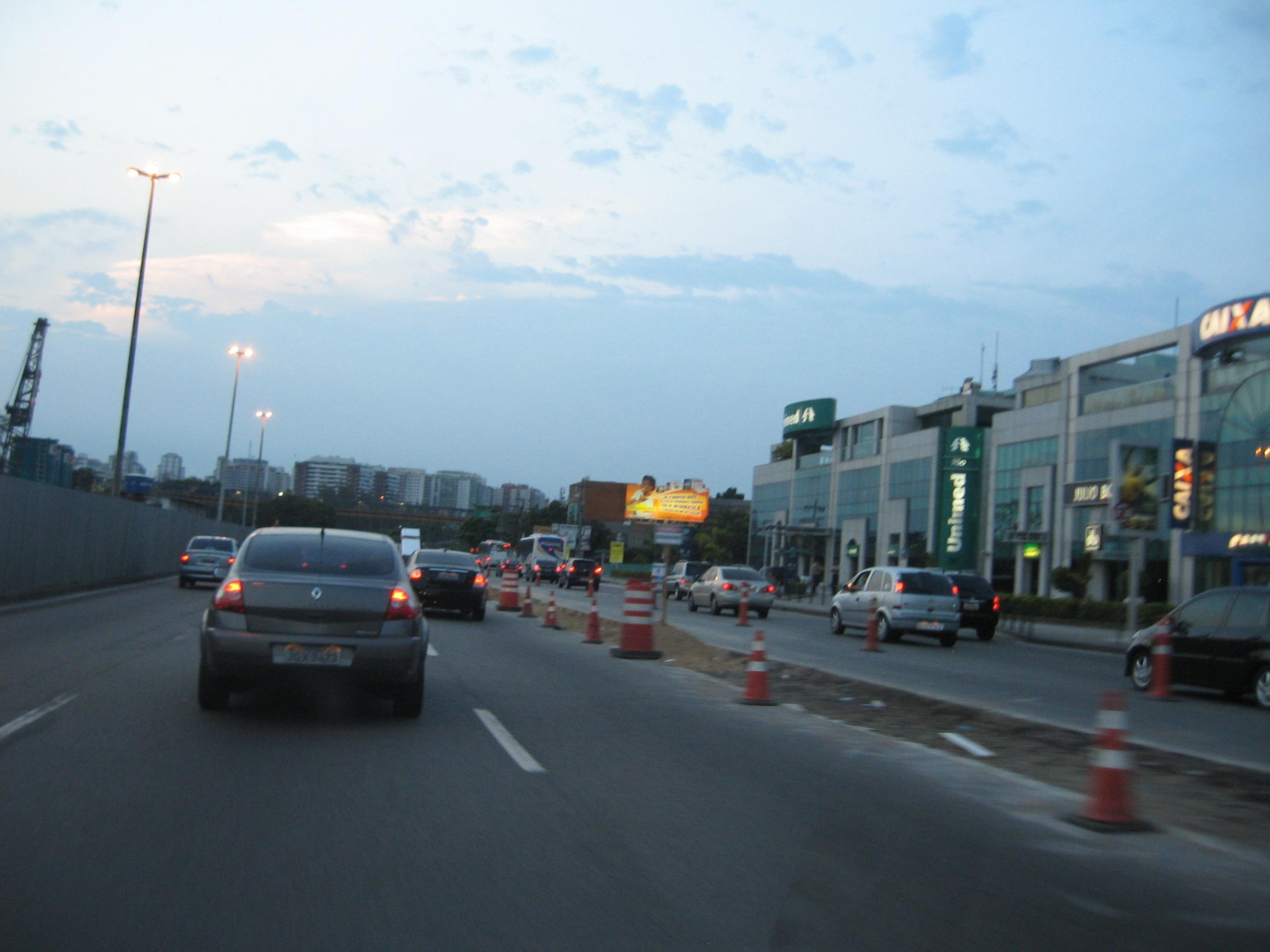
Av. d'Armant Lombardi en obres per a la construcció del metro